# アナルズ・オブ・インターナル・メディシン
アナルズ・オブ・インターナル・メディシン（英語：Annals of Internal Medicine、略表記：Ann Intern Med）は、米国内科学会 (en:American College of Physicians)によって発行される医学学術雑誌である。同誌は内科分野の研究記事や評論記事を掲載する。現在の編集長はクリスティン・レイン (Christine Laine)である。
「アナルズ・オブ・インターナル・メディシン」の2014年のインパクトファクターは17.81であり、これは同誌が最も引用の多い医学雑誌のひとつに数えられることを示している。この値は「ジャーナル・オブ・ジ・アメリカン・メディカル・アソシエーション」、「ランセット」、「ニューイングランド・ジャーナル・オブ・メディシン」のみによって上回られる。2009年の「アナルズ・オブ・インターナル・メディシン」の発行部数はおよそ90,000部である。

## 歴史
1927年に創刊されて以来、1988年まで「アナルズ・オブ・インターナル・メディシン」は月に2回発行されてきた。前主任編集長のエドワード・ハス (en:Edward Huth)は、同誌の歴史の詳説を出版している。
同誌によって発案された医療出版の革新には以下のような事項がある。
- 1987年：4月号に、アブストラクトを体系的につくる提案が掲載され、最初の体系的アブストラクトが発行された。
- 1994年：査読制の効果の調査。[4][5][6]
- 1997年：有意性検定のベイズ変換の使用のガイドラインが、著者向け案内に含まれるようになった。
- 1999年：原著論文を検索するための患者向けサマリーが導入された。
- 2003年：編集者用覚書が、記事の検索、関係性、限度を要約するために設けられた。
- 2004年：限度セクションが標準アブストラクト体系に追加された。

## オンラインでの閲覧
1993年からの版のアーカイブが、テキスト形式とPDF形式（1999年から）とで、アナルズ・オブ・インターナル・メディシンのウェブサイト上で閲覧できる。6か月以上前の版が無料で閲覧できるほか、発展途上国ではすべての記事に無料でアクセスが可能である。